# Premio de Honor Lluís Carulla
Premio de Honor Lluís Carulla (antes, Premio de Honor Jaume I) es un premio concedido por la Fundación Lluís Carulla cada año desde 1977. Está dotado con 50.000 euros, y se concede a personas vivas o entidades que con la calidad de su actividad científica, cultural o cívica hayan ayudado a fortalecer la conciencia de comunidad nacional y el sentido de pertenencia a la cultura de los países de lengua catalana.

## Galardonados
- 1977: Josep Trueta Raspall
- 1978: Ventura Gassol Rovira, Instituto de Estudios Catalanes
- 1979: Josep Maria de Casacuberta Roger, Obra Cultural Balear
- 1980: Andreu Alfaro Hernández, Monasterio de Montserrat
- 1981: Joan Coromines Vigneaux, Centro Excursionista de Cataluña
- 1982: Joan Triadú Font, Centro de Lectura de Reus
- 1983: Oriol Martorell Codina, Acció Cultural del País Valencià
- 1984: Miquel Coll Alentorn, Orfeón Leridano
- 1985: Josep Benet Morell, Teatre Lliure
- 1986: Avel·lí Artís Gener, Escolanía de Montserrat
- 1987: Raimon, La Bressola
- 1988: Pilar Malla Escofet, Serra d'Or
- 1989: Eliseu Climent Corberà, Federació Catalana d'Escoltisme Guiatge
- 1990: Ramon Folch Guillén, Orfeón Catalán
- 1991: Joan Fuster Ortells, Associació Cultural Arrels
- 1992: Enric Casassas Simó, Òmnium Cultural
- 1993: Pere Casaldàliga Pla, Universidad Catalana de Verano
- 1994: Joan Ainaud de Lasarte, Josep Maria Ainaud de Lasarte, Comunidad cisterciense del monasterio de Vallbona de les Monges
- 1995: Antoni Badia i Margarit, Dagoll Dagom
- 1996: Josep Laporte Salas, El Temps
- 1997: Francesc Candel Tortajada, Federación de Asociaciones de Escuela Valenciana
- 1998: Josep Amat Girbau, Col·lecció Clàssics del Cristianisme
- 1999: Ramon Sugranyes de Franch, CIDOB
- 2000: Jordi Savall Bernadet, Festival Internacional de Música de Cantonigròs
- 2001: Universidad de Valencia
- 2002: VilaWeb
- 2003: Josep Maria Àlvarez
- 2004: Antoni Bassas Onieva
- 2005: Coordinadora de Colles Castelleres de Catalunya
- 2006: Carme Ruscalleda
- 2007: Federació Llull
- 2008: Joan Font Fabregó
- 2009: Fundació Joan Maragall Cristianisme Cultura
- 2010: Fundació puntCAT[1]
- 2011: Isona Passola
- 2012: Joan Massagué
- 2013: Paul Preston